# オーデンセ・フィヨルド
座標: 北緯55度50分00秒 東経12度02分50秒 / 北緯55.83333度 東経12.04722度

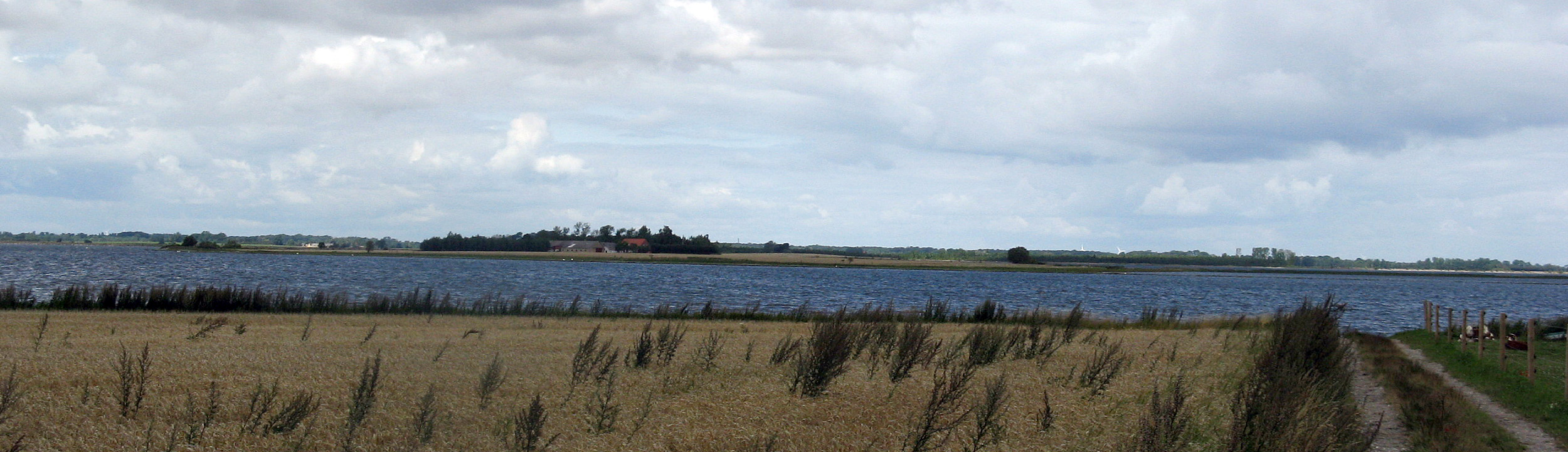
オーデンセ・フィヨルド

オーデンセ・フィヨルド(Odense Fjord)はデンマーク・フュン島北部にある湾（フィヨルド）。主に北東-南西方向に伸びており、カテガット海峡と結ばれている。長さは約13km。湾奥ではオーデンセ川が流入し、また、オーデンセ運河を通じてオーデンセ港（オーデンセ）がある。フィヨルドの西部は2004年に欧州連合の自然保護地域に指定された。